# (25237) Hurwitz
(25237) Hurwitz est un astéroïde de la ceinture principale.

## Description
(25237) Hurwitz est un astéroïde de la ceinture principale. Il fut découvert le 20 octobre 1998 à Prescott (Arizona) par Paul G. Comba. Il présente une orbite caractérisée par un demi-grand axe de 2,97 UA, une excentricité de 0,02 et une inclinaison de 1,6° par rapport à l'écliptique.

## Compléments